# Anisodes subroseata
Anisodes subroseata är en fjärilsart som beskrevs av Walker 1862. Anisodes subroseata ingår i släktet Anisodes och familjen mätare. Inga underarter finns listade i Catalogue of Life.